# Рабоче-крестьянский Красный воздушный флот
Рабоче-крестьянский Красный воздушный флот (РККВФ) — вспомогательный род войск в составе Красной армии, сформированный в годы Гражданской войны. Главные задачи: борьба с авиацией противника, разведка, поддержка с воздуха сухопутных войск. Исторически сложилось деление РККВФ на авиацию и воздухоплавание.

## История создания
В результате демобилизации Императорского военного воздушного флота после выхода России из Первой мировой войны, в Советской Республике к лету 1918 года сохранилось 33 авиаотряда (из 97, действовавших в 1917 году), сосредоточенных в районах Петрограда и Москвы.

Иван Петрович Шуман, первый командир 1-й воздушной эскадрильи Московского летательного отряда

Первый красногвардейский авиаотряд был создан на Комендантском аэродроме в Петрограде 28 октября 1917 года, для борьбы с войсками Керенского и Краснова (См. Выступление Керенского — Краснова). В дальнейшем по указаниям Петроградского и Московского ВРК начинается формирование других авиаотрядов: «Социалистический», «Революционный», «Красный».
В мае 1918 года на основе бывшего Управления военного воздушного флота было создано Главное управление Рабоче-Крестьянского Красного Военно-Воздушного Флота (Главвоздухфлот). Он отвечал за общее руководство военной авиацией, в том числе за создание её структуры, за материальное обеспечение и подготовку кадров.
Авиация в Советских Вооружённых Силах стала формироваться также в 1918 году, организационно состояла из отдельных авиационных отрядов, входивших в окружные Управления воздушного флота, которые в сентябре 1918 года были переформированы во фронтовые и армейские полевые управления авиации и воздухоплавания при штабах фронтов и общевойсковых армий. В июне 1920 года полевые управления были реорганизованы в штабы воздушных флотов с непосредственным подчинением командующим фронтами и армиями. Для централизованного руководства боевой деятельностью авиации ещё 22 сентября 1918 года было создано Полевое управление авиации и воздухоплавания действующей армии (Авиадарм) в составе Полевого штаба РВС Республики. Его первым начальником стал лётчик А. В. Сергеев. Вскоре ему подчинили и Главвоздухфлот, что обеспечило централизованное управление всей красной авиацией. 
В марте 1920 года Авиадарм был преобразован в Штаб Красного воздушного флота и образовано Управление снабжения Красного воздушного флота. В августе 1921 года на Главвоздухфлот было возложено руководство всем воздушным флотом Республики, а Авиадарм и Управление снабжения КВФ были включены в него; начальником Главвоздухфлота назначили А. В. Сергеева.
После Гражданской войны 1917—1923 годов ВВС фронтов перешли в состав военных округов. В марте 1924 года Главвоздухфлот был переименован в Управление Военно-воздушных сил СССР (с января 1925 года — Управление ВВС РККА). В 1924 году авиационные отряды ВВС военных округов были сведены в однородные авиационные эскадрильи (по 18—43 самолёта), преобразованные в конце 20-х годов в авиационные бригады. В 1938—1939 годах авиация военных округов была переведена с бригадной на полковую и дивизионную организацию. Основной тактической единицей стал авиационный полк (60—63 самолёта). Авиация РККА, основываясь на основном свойстве авиации — способности наносить противнику быстрые и мощные удары с воздуха на большие расстояния, не доступные для других родов войск. Боевыми средствами авиации являлись самолёты, вооружённые бомбами фугасного, осколочного и зажигательного действия, пушками и пулемётами. Авиация обладала, на тот момент, большой скоростью полёта (400—500 и более километров в час), способностью легко преодолевать боевой фронт противника и проникать глубоко в его тыл. Боевая авиация применялась для поражения живой силы и технических средств противника; для уничтожения его авиации и разрушения важных объектов: железнодорожных узлов, предприятий военной промышленности, узлов связи, дорог и т. д. разведывательная авиация имела своим назначением ведение воздушной разведки в тылу противника. Авиация вспомогательного назначения использовалась для корректирования огня артиллерии, для связи и наблюдения за полем боя, для вывоза в тыл больных и раненых, требующих срочной врачебной помощи (санитарная авиация), и для срочной перевозки военных грузов (транспортная авиация). Кроме того, авиация использовалась для переброски войск, оружия и других средств борьбы на большие расстояния. Основной единицей авиации являлся авиационный полк (авиаполк). Полк состоял из авиационных эскадрилий (авиаэскадрилий). Авиаэскадрилья состояли из звеньев.
В 1937 году постановлением ЦИК СССР была введена должность заместителя наркома обороны СССР по Военно-воздушным силам — начальника ВВС РККА, а штаб Управления ВВС преобразован в штаб ВВС РККА. В ноябре 1939 года Управление ВВС РККА было преобразовано в Главное управление ВВС РККА.
25 февраля 1941 года — постановление ЦК ВКП(б) и СНК СССР «О реорганизации авиационных сил Красной Армии».
К началу Великой Отечественной войны 1941—1945 годов авиация военных округов состояла из отдельных бомбардировочных, истребительных, смешанных (штурмовых) авиационных дивизий и отдельных разведывательных авиационных полков. Осенью 1942 года авиационные полки всех родов авиации имели по 32 самолёта, летом 1943 года количество самолётов в полках штурмовой и истребительной авиации было увеличено до 40 самолётов.

## Управление РККВФ

### В годы Гражданской войны
Среди ведомств и организаций курирующих военно-воздушные силы республики были:
- Авиасовет (избран 1-м Всероссийским съездом работников авиации в августе 1917 года, председатель А. В. Сергеев);
- Бюро комиссаров авиации и воздухоплавания Петрограда (председатель А. В. Можаев);
- Военно-революционный комитет по авиации Московского окружного управления РККВВФ (председатель Горшков В. С.);
- военно-революционные комитеты фронтов и армий.

В декабре 1917 года создается специальное Управление воздушного флота, преобразованное 24 мая 1918 года в Главное управление рабоче-крестьянского Красного военно-воздушного флота (Главвоздухфлот). Параллельно создаются Московский, Петроградский, Южный и другие окружные управления воздушного флота. Для руководство военно-воздушными силами непосредственно на фронтах Гражданской войны в сентябре 1918 года создается Полевое управление авиации и воздухоплавания действующей армии (Авиадарм), а также аналогичные управления при штабах фронтов и армий.
После принятия декрета СНК об организации РККА 15(28) января 1918 года началось создание добровольческих авиаотрядов, которые совместно с красногвардейцами, революционными солдатами и матросами участвовали в борьбе за установление Советской власти в стране и подавлении первых контрреволюционных выступлений. С переходом летом 1918 года к строительству регулярной Красной Армии в РККВФ началось упорядочение формирования и боевого использования частей, ликвидация различия в их структуре, выработка единых штатов. В качестве основной организационной единиц в РККВФ были приняты авиационный отряд в 6 самолётов и одностанционный воздухоплавательный отряд. 3—4 авиаотряда объединялись в авиационные дивизионы. В целях массирования авиации на решающих направлениях боевых действий создавались временный соединения — авиационные группы. Первые 9 авиаотрядов новой организации в августе 1918 года были направлены на Восточный фронт. К концу года их число возросло до 50. В 1918—19 годах была организационно оформлена истребительная авиация противовоздушной обороны Москвы, Петрограда, Тулы, Кронштадта, Саратова.
По решению РВСР от 25 марта 1920 года образовано Управление снабжения РККВФ; Полевое управление авиации и воздухоплавания преобразовано в Штаб воздушного флота, морская авиация (14 гидроотрядов, 4 гидродивизиона, около 80 самолётов) объединена с сухопутной. В августе 1921 года Управление снабжения и Штаб воздушного флота влились в Главвоздухофлот, которое с этого времени стало единым органом руководства авиацией Сов. Республики.

## Научно-исследовательские учреждения

### В годы Гражданской войны
Были созданы первые авиационные научно-исследовательские учреждения: Летучая лаборатория (март 1918), Центральный аэрогидродинамический институт (дек. 1918), научно-опытный аэродром (сент. 1920). В строительство советской авиации активно включились выдающиеся учёные и конструкторы: Н. Е. Жуковский, К. Э. Циолковский, Ф. А. Цандер, С. А. Чаплыгин, В. П. Ветчинкин, Н. А. Рынин, А. Н. Туполев, Н. Н. Поликарпов, Д. П. Григорович.

## Личный состав и подготовка кадров

### В годы Гражданской войны
На первоначальном этапе основу личного состава РККВФ составили вступившие в него революционно настроенные лётчики-офицеры, лётчики-солдаты, мотористы. В то же время началась подготовка лётчиков в Московской, Егорьевской (на базе эвакуированной Гатчинской) и Зарайской школах, а также в Петроградской школе воздухоплавателей. В 1919 в Москву из Киева перебазировалась школа авиационных техников-механиков, здесь же открылась школа лётчиков-наблюдателей (обе в 1921 переведены в Петроград), начала работать высшая аэрофотограмметрическая школа (в 1920 преобразована в школу авиационных спецслужб). В сент. 1919 по инициативе Н. Е. Жуковского был создан Московский авиационный техникум — первое в стране учебное заведение по подготовке инженерно-технических. кадров для авиации (в 1920 преобразован в Институт инженеров Красного воздушного флота имени Н. Е. Жуковского). Всего за годы войны для РККВФ было подготовлено 292 специалиста, в том числе 155 лётчиков, 75 лётчиков-наблюдателей, 62 воздухоплавателя. Обучение мотористов осуществлялось на курсах при фронтовых авиапарках. В 1919 по приказу РВСР в Московском военном округе, на Северо-Кавказском и Южных фронтах для пополнения действующих частей РККВФ были созданы резервы авиаспециалистов (27 человек постоянного и 350 чел. переменного состава).
Всего в годы Гражданской войны совершено около 20 тыс. самолетовылетов, сброшено 94 тонны бомб, проведено 144 воздушных боя.
Создание РККВФ, имевшего крепкое кадровое ядро личного состава, единую систему комплектования и снабжения, стабильную и однотипную организацию, централизованное управление, было завершено весной 1919. В августе того же года только в действующей армии находилось 146 авиационных частей и учреждений, в том числе 4 полевых управления авиации и воздухоплавания фронтов и 16 управлений армий, 67 авиаотрядов, дивизион тяжёлых воздушных кораблей, 3 авиазвена особого назначения, группа специального назначения. На их вооружении состояло около 350 самолётов. Были сформированы 28 воздухоплавательных отрядов и 5 воздухоплавательных дивизионов. Общая штатная численность личного состава РККВ равнялась 22 974 чел., в том числе в сухопутной авиации — 9006, в воздухоплавательных частях — 5190, в ремонтно-снабженческих органах — 8778 чел. В морской авиации насчитывалось 2904 чел. В последующем боевой состав авиации поддерживался примерно на том же уровне. Большинство частей было придано общевойсковым армиям. В распоряжении Гл. командования находились дивизион воздушных кораблей «Илья Муромец» и 3—6 авиаотрядов.
Отдельный отряд РККВФ — первоначальная основная единица формирования РККВФ представлявшая собой воинскую часть с самостоятельным хозяйством. Во главе отдельного отряда РККВФ находился Совет в составе военного руководителя и двух военных комиссаров. При нём состояли небольшой штаб и инспекторат. 15 мая 1918 года были установлены штаты авиаотряда - 6 самолетов, 4 автомобиля, 5 повозок, 113 человек личного состава.
- Плавучая авиабаза «Амур» (68-й отдельный речной авиационный отряд) РККВФ;
- Интенсивность боевой деятельности частей морской авиации на отдельных фронтах в течение 1919 г. выражается в следующем количестве налетанных боевых часов и сброшенных бомб:   На Северном фронте - налетано 345 часов, сброшено 2 тонны бомб;  на Петроградском фронте – налетано 196 часов, сброшено более 7,5 тонн бомб и до 1,2 тонны стрел;  на р. Волге – налетано 1200 часов, сброшено более 10 тонн бомб и до полутоны стрел;  на Каспийском море – налетано 435 часов, сброшено до 4,1 тонн бомб;  на Онежском озере – налетано 76 часов, сброшено до полутонны бомб;  На р. Днепре – налетано 180 часов, сброшено 655 кг бомб.  Всего за данный период времени налетано свыше 3000 боевых часов и сброшено около 32,8 тонн бомб и свыше 1,6 тонны стрел[4].

## Самолётный парк и авиапромышленность республики

### В годы Гражданской войны
Особую сложность в строительстве РККВФ представляло оснащение его самолётами и различным техническим имуществом. Первоначально для создания авиационных отрядов использовались самолёты старой армии (свыше 1300 машин различных марок). Были приняты меры по выпуску новых самолётов. К октябрю 1917 в Российской империи имелось 18 авиационных (11 самолетостроительных, 5 моторостроительных, 2 пропеллерных) и несколько смешанных заводов, но многие из них оказались в руках Белой армии и интервентов. Поэтому выпуск самолётов и моторов был налажен только на московских («Дукс», бывший Ф. Э. Моска, «Икар», аэротехнический) и петроградских (Русско-Балтийский, бывший В. А. Лебедева и С. С. Щетинина) заводах. Для руководства этими заводами в декабре 1918 в составе ВСНХ было образовано Главное управление объединённых авиационных заводов (Главкоавиа).
В 1918—1920 авиапромышленность страны выпустила свыше 650 самолётов, использовались также трофейные самолёты (свыше 250 машин). Всего за годы Гражданской войны РККВФ имел около 2300 самолётов, из них к концу войны осталось в строю около 300. Важную роль в строительстве РККВФ сыграли 2-й (июнь 1918), 3-й (март 1919) и 4-й (июнь — июль 1921) Всероссийские съезды работников авиации и воздухоплавания, на которых обсуждались вопросы развития авиационной промышленности, науки и техники, подготовки лётных и технических кадров, совершенствования организационной структуры РККВФ и способов его боевого применения.

## Награды
За высокие боевые качества 219 лётчиков и лётчиков-наблюдателей награждены орденами Красного Знамени (в их числе Ф. А. Граб, за первую документированную победу в воздушном бою), 16 из них дважды удостоены этой награды, а П. X. Межерауп, Я. Н. Моисеев и Е. М. Ухин — трижды. 1-му истребительному авиационному дивизиону, 35-му разведывательному, 51-му тяжёлобомбардировочному авиационному и 9-му воздухоплавательным отрядам были вручены Почётные революционные Красные Знамёна. О боевых действиях РККВФ и его задачах в боях и операциях см. в ст. Авиация военная, Воздухоплавание.